# Знаменское (Одинцовский район)
Зна́менское — село в Одинцовском районе Московской области в составе сельского поселения Горское. Население 201 человек на 2006 год, в селе числится 1 садовое товарищество. Село расположено в северо-восточной части района, на правом берегу Москвы-реки, в 8 км к северо-западу от Одинцова, высота центра над уровнем моря 152 м.
До 2006 года Акулово входило в состав Горсского сельского округа.

## История
Впервые в исторических документах деревня встречается в разъезжей грамоте 1504 года, как сельцо Денисовское, что за Ермолою за дьяком, в писцовой книге 1584 года — когда поместье за Грязным Андреевым сыном Ивашкова и дьяком Иваном Михайловым перешло к Андрею Яковлевичу Щелкалову (в тот год в деревне было 6 крестьянских дворов и ещё три стояли пустыми).
В 1646 году числился двор вотчинников, 24 крестьянских двора и 43 человека, по переписи 1678 года Денисовым владел Кирилл Полуэктович Нарышкин, числились двор вотчинников, двор скотный, людей в них 5 человек и десять дворов крестьянских, в них 40 человек, при нём же была построена Знаменская деревянная церковь и село стало носить двойное название Денисово-Знаменское.
К 1704 году село, в котором имелись деревянная церковь, боярский двор, скотный двор (в нём 13 человек), населения 66 крестьян в 12 дворах, в качестве приданого, перешло Борису Ивановичу Прозоровскому, Прозоровский, будучи бездетным, завещал его Екатерине I, которая, в 1728 году, пожаловала Знаменское-Денисово цесаревне Елизавете Петровне.
С 1742 года село принадлежало графу Алексею Григорьевичу Разумовскому, при нём, в 1769 году была построена современная церковь. После смерти Алексея его брат Кирилл в 1779 году продал село со 134 ревизскими душами Ивану Ивановичу Шувалову, после смерти которого в 1797 году Знаменское-Денисово перешло к Голицыным.
На 1796 год в селе — 41 двора, 143 мужчины и 142 женщины, на 1852 год числилось 50 дворов, 157 душ мужского пола и 188 — женского, в 1890 году — 442 человека.
По Всесоюзной переписи 17 декабря 1926 года числилось 152 хозяйства и 711 жителей, по переписи 1989 года — 95 хозяйств и 140 жителей.

## Население
| 2002 | 2006 | 2010 |
| ---- | ---- | ---- |
| 262  | ↘201 | ↗341 |

## Церкви
В селе действуют храм Иконы Божией Матери Знамение 1769 года постройки и построенный в 2002 году храм Николая II Царя-страстотерпца.
С 1933 по 1938 год в Знаменском храме служил протоиерей Василий Смирнов, расстрелянный в 1938 году на Бутовском полигоне, в 2000 году причисленный к лику святых в чине почитания — священномученик.

## Известные жители
В селе находятся особняки Сергея Шойгу и его бывшего заместителя по МЧС Юрия Воробьёва, по выходным в этих особняках часто собираются вместе обе семьи.
Структуры, связанные с однокурсниками премьера Дмитрия Медведева, имеют в собственности лес. Схема приватизации леса выглядела следующим образом: В марте 2010 года принадлежавшее управделами президента ФГУП «Рублево-Успенский лечебно-оздоровительный комплекс» получило разрешение присоединить к Маслову 21 га леса. На них будет построено три коттеджа, здание физкультурно-оздоровительного комплекса, бассейн, теннисный корт, беговые и велосипедные дорожки, обещал в июне 2010 года на публичных слушаниях в Успенском начальник отдела технадзора целевых программ управделами президента Валентин Курбатов. В сентябре 2010 года «Дар» пожертвовал Рублево-Успенскому лечебно-оздоровительному комплексу 397 млн руб. на строительство спортивных и прочих объектов на лесном участке. Через год на участке появилось восемь объектов незавершенного строительства — тех, о которых говорилось на публичных слушаниях в Успенском, плюс клубный дом и вертолётная площадка. В среднем каждый объект был построен на 50 %. Недостроенные здания у ФГУПа за 405 млн руб. выкупила компания «Гарант-клуб», принадлежащая «Дару». После этого управделами президента разделило лесной участок на две части — 0,8 и 20,2 га. Меньший оно передало в пользование Рублево-Успенскому лечебно-оздоровительному комплексу, а 20,2 га с недостроенными зданиями получил в аренду «Гарант-клуб». Затем управляющий делами президента Владимир Кожин подписал с гендиректором «Гарант-клуба», однокурсником премьера Алексеем Долгушевским договор купли-продажи 20,2 га леса по льготной цене в 18 млн руб., что составляло 2,5 % от его кадастровой стоимости. Сейчас бенефициаром «Гарант-клуба» значится предприниматель Виталий Головачёв, совладелец компании «Главкино» и учредитель фондов поддержки зимних олимпийских видов спорта и «Соцгорпроект». Доля в 1 % в «Гарант-клубе» осталась у фонда «Дар», наблюдательный совет которого возглавлял однокурсник Медведева зампред правления Газпромбанка Илья Елисеев. Структуры «Дара» были заказчиками строительства дома приёмов на Красной Поляне и резиденции в Плёсе — оба объекта посещал Медведев. А Головачёв, по данным «Коммерсанта», был совладельцем в небольших компаниях, принадлежавших родственникам премьера.